# Kaoru Mizuhara
Kaoru Mizuhara (水原 薫 Mizuhara Kaoru, Prefectura de Chiba, 24 de junio) es una seiyū japonesa. Ha participado en series como Ga-Rei: Zero, Lucky☆Star y Hyakka Ryōran Samurai Girls, entre otras.

## Roles Interpretados

### Series de Anime
2005
- MÄR como Dorothy

2006
- Bakkyuu HIT! Crash Bedaman como Haruko Tsukino.

2007
- Lucky☆Star como Misao Kusakabe.

2008
- Ga-Rei: Zero como Yomi Isayama.

2009
- Kanamemo como Saki Amano.
- Kiddy Girl-and como Saphir.
- Nogizaka Haruka no Himitsu ~ Purezza como Minamo Kusumoto.
- Princess Lover! como Erika Takesono.
- Sora o Miageru Shōjo no Hitomi ni Utsuru Sekai como Takashi Tobe.

2010
- Hanamaru Yōchien como Kusano-sensei y Ran.
- Hyakka Ryōran Samurai Girls como Gisen Yagyū.
- Ichiban Ushiro no Dai Maō como Kanna Kamiyama.
- Nōgyō Musume! como Natsume Fuji.
- Ōkami-san to Shichinin no Nakama-tachi como Kazuya (ep 9).
- Omamori Himari como Tama.
- Scan2go como Mitsuki Kaibara.
- Uragiri wa Boku no Namae o Shitteiru como Kuroto Hourai (niño).

2011
- Ano Hi Mita Hana no Namae o Bokutachi wa Mada Shiranai. como Haruna y Satoshi Honma.
- Bleach como Kaoru Unagiya.
- C³ como Hinata Sorashiro (ep 8).
- Hanasaku Iroha como Tomoya Oshimizu (ep 18).
- Honto ni Atta! Reibai-Sensei como Juri Kibayashi y Kuroneko.
- Hōrō Musuko como Fumiya Ninomiya y la Mamá de Sasa.
- Manyū Hiken-chō como Kagefusa Manyū.
- Mirai Nikki como Rea Amano.
- Nichijō como Kana Nakamura.
- Seikon no Qwaser II como Edgar.
- Sket Dance como Kijima (6 episodios), Masafumi Usui (joven, eps 24-25) y Onoda (ep 20).

```
Nyanpire
 como Nyanpire (episodio 19)
```

2012
- gdgd Fairies como shrshr.
- Mōretsu Uchū Kaizoku como Luka.
- Smile PreCure! como Reika Aoki / Cure Beauty
- Saint Seiya Ω como Haruto de Lobo (niño).

2013
- Black Jack (manga) como Pinoko
- Hyakka Ryōran Samurai Bride como Gisen Yagyū.
- Photo Kano como Katsumi Kurebayashi.
- Yozakura Quartet ~Hana no Uta~ como Zakuro Kurumaki.

2014
- Tokyo ESP como Peggi y Yomi Isayama.
- Sailor Moon Crystal como Usagi Tsukino / Sailor Moon
- Futsū no Joshikōsei ga Locodol Yattemita como Satsuki Kashiwaba

2015
- Tesagure! Bukatsu-mono: Spin-off Puru Purun Sharumu to Asobō como Mio Watanabe (eps 5, 12).

2016
- Berserk como Puck.
- Hagane Orchestra como Kako.
- Panpaka Pantsu WO New! como Pu-nyan y Madre.

2017
- Berserk 2017 como Puck.

2020
- Boku no Tonari ni Ankoku Hakaishin ga Imasu. como Kotoko Sumiso

2023
- Undead Unluck como Fūko Izumo
- Butagini Jugeojura! como Mina

2024
- Long Zhong Ren Si Rui
- Chiisana Majo no Collier como Lulu

TBA
- Mero to Koi no Mahou como Kirina Natsukawa
- Boku wa Mari no Naka como Mari Yoshizaki
- Saikano como Akemi

### OVAs
2008
- Lucky☆Star como Misao Kusakabe.

2010
- Hyakka Ryōran Samurai Girls: A Maiden's Happy Yet Embarrassing Pledge como Gisen Yagyū.
- Yozakura Quartet ~Hoshi no Umi~ como Zakuro Kurumaki.

2011
- Nana to Kaoru como Nana Chigusa.

2015
- Hyakka Ryōran Samurai After como Gisen Yagyū.

### Películas
2011
Sailor Moon S The movie como Usagi Tsukino / Sailor Moon
2013
- Ano Hi Mita Hana no Namae o Bokutachi wa Mada Shiranai. como Satoshi Honma.
- Hanasaku Iroha: Home Sweet Home como Tomoya Oshimizu.
- La película Pokémon: Genesect y el despertar de una leyenda como Pikachu

2014
- Jungledyret Hugo como Barbie Thurner (Jennifer Seguin)

### Drama CD
- Baka to Test to Shōkanjū como Yūko Kinoshita y Hideyoshi Kinoshita.
- Beastars como Jack
- Sailor Moon Crystal como Usagi Tsukino / Sailor Moon
- Boku wa Mari no Naka como Mari Yoshizaki
- Ranma ½ como Shampoo
- Giji Harem como Rin Nanakura
- Tensei Ōjo to Tensai Reijō no Mahō Kakumei como Anisphia Wynn Palletia
- Kunoichi Tsubaki no Mune no Uchi como Ajisai
- Mayo Elle Otokonoko como Shion Mikoto

### Videojuegos
- Eve the 1st Burst Error como Mayako Mido.
- Instant Brain como Rizurisa Kujaku.
- Lucky ☆ Star: Ryōō Gakuen Ōtōsai como Misao Kusakabe.
- Photo Kano Kiss como Katsumi Kurebayashi.
- Queen's Gate: Spiral Chaos como Hyumina.
- Record of Agarest War Zero como Mimel.
- The Witch and the Hundred Knight como Hundred Knight y Ryubence.
- To Aru Kagaku no Railgun como Kyousha Futaishi.
- Puyo Puyo Tetris como Tee (en la versión japonesa)
- Pokémon Masters  como TRAINER (FEMALE)

### Doblaje
- A Cinderella Story: If the Shoe Fits (2016) como Tessa Golding / Bella Snow (Sofia Carson)
- Horns (película) (2013) como Veronica. (Heather Graham)
- Behaving Badly (película) (2014) como Annette Stratton-Osborne. (Heather Graham)
- Euphoria (serie de televisión) (2019) como como Cassandra «Cassie» Howard, (Sydney Sweeney)
- Fauces de la noche (2021) como Eva (Sydney Sweeney)
- Jodhaa Akbar (2008) como Jodhaa (Aishwarya Rai)
- Barbie: Spy Squad (2016) como Barbie (Erica Lindbeck)
- Back at the Barnyard (2007) como Abby (Leigh-Allyn Baker)

## Música
- Para la serie Ga-Rei: Zero interpretó el primer ending Yume no Ashioto ga Kikoeru.[3]
- En compañía de Suzuko Mimori y Satomi Akesaka, participó en Oideyo! Yōsei no Mori y Eternal, opening y ending respectivamente, de la serie gdgd Fairies.[4]
- Cantó junto con Aki Toyosaki y Rie Kugimiya el opening Kimi he to Tsunagu KOKORO de la serie Kanamemo.[5]
- Interpretó el undécimo ending de la serie Hanamaru Yōchien: Yes, We Can!!. Lo hizo a dúo con Naomi Wakabayashi.[6]

## Otros Trabajos
- Realizó trabajos de supervisión para el manga Seiyū Gekijō Papaion! Mizuhara-san.[7]